# Wehrmedizinalamt
Das Wehrmedizinalamt wurde ein Jahr nach Ernennung der ersten Soldaten der Bundeswehr am 1. Oktober 1956 aufgestellt. Es hatte drei Abteilungen:
- Abteilung I Zentrale Aufgaben, Tuberkulose-Fürsorge, Wehrmedizinische Bibliothek in Bonn-Beuel,
- Abteilung II Wehrmedizinalstatistik und ärztliches Berichtswesen in Remagen und
- Abteilung III Hygienisch-medizinisches Institut in Koblenz.

Außerdem waren dem Wehrmedizinalamt die Röntgenschirmbildzüge unterstellt.
Das Wehrmedizinalamt war eine dem Bundesminister der Verteidigung nachgeordnete militärische Dienststelle und war mit zentralen sanitätsdienstlichen Aufgaben betraut. Mit dem Aufbau der Streitkräfte, insbesondere des Sanitätsdienstes, wuchs der Aufgabenumfang des Amtes.
Ein Ausbau war unvermeidlich, die dem erweiterten Auftrag angemessene Umgliederung wurde am 1. Februar 1965 beendet, gleichzeitig wurde das Amt in Sanitätsamt der Bundeswehr (SanABw) umbenannt.

## Amtschefs
Die Amtschefs des Wehrmedizinalamtes waren allesamt Angehörige des Heeres.
| Zeitraum                           | Amtschef                            |
| ---------------------------------- | ----------------------------------- |
| 1. Juli 1956 – 31. Oktober 1957    | Oberfeldarzt Heinrich Hawickhorst   |
| 1. November 1957 – 31. März 1962   | Generalarzt Dr. Heinrich Oberdiek   |
| 1. April 1962 – 30. September 1964 | Generalarzt Prof. Dr. Wilhelm Krane |
| 1. Februar 1965 – Umgliederung     | Generalarzt Dr. Herbert Hockemeyer  |